# Sambuca di Sicilia Chardonnay
Il Sambuca di Sicilia Chardonnay è un vino a DOC  che può essere prodotto nel comune di Sambuca di Sicilia in provincia di Agrigento.

## Vitigni con cui è consentito produrlo
- Chardonnay minimo 85%,
- altri vitigni a bacca bianca, non aromatici, idonei alla coltivazione per la provincia di Agrigento, fino ad un massimo del 15%.

## Caratteristiche organolettiche
- colore: bianco paglierino più o meno intenso, talvolta con riflessi

verdognoli;
- profumo: caratteristico, varietale;
- sapore: secco, pieno, armonico, con buona struttura e persistenza;

## Produzione
Provincia, stagione, volume in ettolitri